# Cyathea cincinnata
Cyathea cincinnata är en ormbunkeart som beskrevs av Guido Georg Wilhelm Brause. Cyathea cincinnata ingår i släktet Cyathea och familjen Cyatheaceae. Inga underarter finns listade.